# وحدة النقل والنصب والقذف

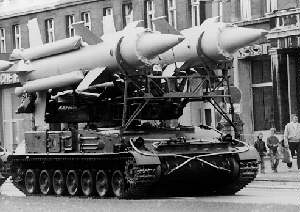
صواريخ SA-4 محمولة على وحدة النقل والنصب والقذف

وحدة النقل والنصب والقذف (بالإنجليزية:Transporter Erector Launcher) هي وحدة نقل جاهزة للتنصيب والإطلاق الصاروخي ويمكنها إطلاق صواريخ أرض-جو وأرض-أرض. من عيوبها أنا بطيئة بالنقل وتنصيب الصاروخ يستغرق وقتًا وقد تقصف إذا ما اكتشفها العدو.